# Красноглинье
Красноглинье  — село в Омутнинском районе Кировской области. Входит в Вятское сельское поселение.

## География
Находится на правобережье Вятки на расстоянии примерно 15 километров по прямой на северо-восток от районного центра города Омутнинск.

## История
Село (прежнее название Никольское, Николаевское) основано монахами Преображенского монастыря в конце XVI — начале XVII века. В 1781 г. в Николаевском — 17 податных душ. Землепашество — второстепенное занятие, в основном — работа на рудниках, добывающих железную руду. В 1786 году в Николаевском насчитывалось 10 дворов и 57 человек. В 1937 году 19 дворов и 94 жителя.
Деревянная Никольская церковь была построена в 1769 г. (в 1866 сломана). В 1834 году построена каменная Покровская церковь. С 1929 года работал колхоз «Пятилетка», затем — «Труженик». В 1950-е годы после укрупнения — «Коммунар», с 1958 г. — колхоз «Мир», с 1973 — в составе совхоза «Зиминский». В 1980-е годы отделение колхоза «Красная заря».

## Население
Постоянное население составляло 10 человек (русские 100 %) в 2002 году, 2 в 2010.